# Acuarela Cerro Largo
Acuarela Cerro Largo es una emisora de radio de Melo, Cerro Largo, Uruguay, que transmite en la frecuencia AM 1520 kHz, con la característica CX 152.

## Historia
Fue fundada el 11 de diciembre de 1959, con el nombre de CX 152 Radio Cerro Largo.
Un grupo de comunicadores, técnicos y funcionarios, decidieron construir  un transmisor el quien fuera puesto en funcionamiento por don Enrique Mariño, quien fuera últimamente propietario de Radio Vichadero y Emisora de la Cumbre en el departamento de Rivera.
Radio Cerro Largo, fue creada como una radio dedicada a los deportes, manteniendo en la actualidad su carácter de la radio del fútbol y del ciclismo. Tuvo sus estudios y oficina en varios edificios céntricos de Melo, siendo la última en Herrera y Agustín de la Rosa.
El 11 de diciembre de 1997, Radio Cerro Largo, con el periodista Juan José Palacio al frente, se transforma en Acuarela 1520. Sigue emitiendo en la misma frecuencia, pero se traslada a la calle 18 de Julio y José Pedro Varela.
Con el nombre, Acuarela quiso destacar que se busca reunir todos los colores, que viene a significar todas las voces, todos los partidos, toda la música y toda la información.
Actualmente, se denomina Acuarela Cerro Largo haciendo alusión a su primer nombre.